# 토니 클로닌저
토니 리 클로닌저(Tony Lee Cloninger, 1940년 8월 13일~2018년 7월 24일)는 미국의 프로 야구 선수이자 코치이다. 1961년부터 1972년까지 메이저 리그 베이스볼(MLB)의 밀워키/애틀랜타 브레이브스, 신시내티 레즈, 세인트루이스 카디널스에서 우완 투수로 뛰었다.

## 선수 경력
파워 피처였던 클로닌저는 메이저 리그 통산 352경기에 출전해 1,767+2⁄3이닝 동안 113승 97패, 1,120탈삼진, 4.07의 평균자책점을 기록했다. 밀워키 브레이브스 소속이던 1965년 시즌에 다승(24승), 탈삼진(211), 평균자책점(3.29), 완투(16), 투구 이닝(279) 부문에서 커리어 하이를 기록하며 개인 커리어에서 최고의 시즌을 보냈다.
클로닌저는 강속구 투수이기도 했지만, 동시에 때때로 장타력을 보여준 파워 히터이기도 했다. 메이저 리그 통산 타격 성적은 타율 .192와 67타점을 기록했으며, 홈런은 1966년 시즌의 5개를 포함해 통산 11홈런을 기록했다.
애틀랜타 브레이브스 시절이던 1966년 7월 3일, 캔들스틱 파크에서 치러진 샌프란시스코 자이언츠와의 경기에서 클로닌저는 2개의 만루 홈런으로 9타점을 생산해내며 소속팀의 17–3 승리를 이끌었다. 클로닌저가 이 경기에서 보여준 만루 홈런과 타점 기록은 브레이브스 프랜차이즈 역사상 단일 경기 최다 기록으로 남아 있다. 또한 내셔널 리그에서 한 경기 2개의 만루 홈런을 기록한 첫 번째 선수이자 유일한 투수로도 이름을 올리고 있다. 클로닌저는 이 경기에서 홈런을 때렸을 당시 팀 동료인 데니스 멘키의 방망이를 사용했으며, 이날 기록한 2개의 만루 홈런은 클로닌저의 커리어에서 유일한 만루 홈런 기록이기도 하다.
클로닌저는 신시내티 레즈와 세인트루이스 카디널스를 거치고 메이저 리그 커리어를 마무리했다. 1968년 6월 11일, 애틀랜타의 클로닌저, 클레이 캐럴, 우디 우드워드와 신시내티의 밀트 파파스, 밥 존슨, 데드 데이비드슨을 맞바꾸는 트레이드가 단행되었다.

## 지도자 경력
클로닌저는 선수로서 은퇴한 후 뉴욕 양키스에서 1992년부터 2001년까지 코치를 역임했으며, 그가 팀에 몸담은 시기에 양키스는 다섯 번의 아메리칸 리그 우승과 네 차례의 월드 시리즈 우승을 경험했다.
2002년에는 보스턴 레드삭스의 투수 코치로 부입했으나, 2003년 스프링 트레이닝 기간에 방광암 진단을 받고 자리에서 물러났으며, 치료는 성공적으로 마쳤다. 2004년, 클로닌저는 보스턴 레드삭스의 선수 육성 자문역으로 임명되었으며, 2018년 사망할 때까지 15년간 이 직위를 역임했다.
보스턴의 투수 코치를 맡고 있었던 2002년, 클로닌저는 볼티모어 오리올스와의 한 경기에서 퇴장을 당했다. 두 명의 타자가 몸에 맞은 공을 기록한 이후에 벤치 클리어링이 일어났으며, 당시 61세였던 클로닌저는 상대 팀의 포수 브룩스 포다이스를 헤드록으로 잡아 끌었다.

## 개인사
2018년 7월 24일, 클로닌저는 77세의 나이로 노스캐롤라이나주 덴버에서 사망했다.